# Lepanthes dodsonii
Lepanthes dodsonii är en orkidéart som beskrevs av Carlyle August Luer. Lepanthes dodsonii ingår i släktet Lepanthes och familjen orkidéer. Inga underarter finns listade i Catalogue of Life.